# Pomnik Fryderyka Chopina w Wiedniu
Pomnik Fryderyka Chopina w Wiedniu – pomnik autorstwa polsko-włoskiego rzeźbiarza Krzysztofa M. Bednarskiego w parku Schweizergarten, dar narodu polskiego, odsłonięty 25 listopada 2010, w ramach obchodów 200. rocznicy urodzin kompozytora. 
Rzeźba zatytułowana jest „La note bleue”. Jej tytuł odnosi się do metaforycznej „błękitnej nuty”, jaką partnerka Fryderyka Chopina, George Sand, znajdowała w jego muzyce.
Pomnik upamiętnia dwukrotny pobyt kompozytora w Wiedniu w latach 1829–1831. Miasto to odegrało szczególną rolę w jego życiu. Tutaj Chopin odniósł swe pierwsze zagraniczne sukcesy i stąd wyruszył w 1831 r. do Paryża, gdzie zyskał międzynarodową sławę.
Pomnik ufundowany został ze środków polskiego Ministerstwa Kultury i Dziedzictwa Narodowego.